# Fantasy-Jahr 1957
Übersicht

◄◄ | ◄ | 1953 | 1954 | 1955 | 1956 | Fantasy-Jahr 1957 | 1958 | 1959 | 1960 | 1961 | ► | ►►

Weitere Ereignisse

## Neuerscheinungen Filme
| Deutscher Titel                     | Deutschsprachiges Erscheinungsjahr | Originaltitel        | Regie             | Anmerkungen |
| ----------------------------------- | ---------------------------------- | -------------------- | ----------------- | ----------- |
| Siegfried – Die Sage der Nibelungen | 1962                               | Sigfrido             | Giacomo Gentilomo |             |
|                                     |                                    | The Story of Mankind | Irwin Allen       |             |

## Geboren
- Michael H. Buchholz († 2017)
- Sara Douglass († 2011)
- Harald Evers († 2006)
- David Farland († 2022)
- Mary H. Herbert
- Tanya Huff
- Laurie J. Marks
- Mel Odom
- Sharon Shinn
- Michael A. Stackpole
- Tad Williams

## Gestorben
- Edward Plunkett, 18. Baron Dunsany (* 1878)